# Conquista Han de Nanyue
La Conquista Han de Nanyue fue un conflicto militar entre la Imperio Han y el reino Nanyue en los actuales Guangdong, Guangxi y Vietnam septentrional. Durante el reinado del Emperador Wu, las fuerzas Han lanzaron una campaña de castigo contra Nanyue y lo conquistaron en el año 111 a. C.

## Antecedentes
Durante el colapso de la dinastía Qin, Zhao Tuo se estableció como rey de Nanyue en el sur de China.. Zhao era originalmente un oficial militar Qin de Zhengding en el norte de China. La frontera Han en el sur no estaba amenazada y no había indicios de que Zhao Tuo invadiera el territorio Han. En el año 196 a. C., el Emperador Gaozu envió a Lu Jia en misión diplomática a Nanyue para reconocer oficialmente a Zhao Tuo como gobernante local. Sin embargo, las relaciones entre Han y Nanyue fueron a veces tensas. Zhao Tuo se resintió de la prohibición de la Emperatriz Lü Zhi de exportar artículos de metal y ganado femenino a Nanyue. En el año 183 a. C., se autoproclamó "emperador marcial del sur de Yue" (南越武帝), lo que implicaba una percepción de estatus en igualdad de condiciones con el emperador Han. Dos años después, Nanyue atacó el Reino de Changsha, un reino constitutivo del imperio Han.. En 180 a. C., Lu Jia dirigió una misión diplomática a Nanyue. Durante las negociaciones, logró convencer a Zhao Tuo de que renunciara a su título de emperador y rindiera homenaje a Han como vasallo nominal..

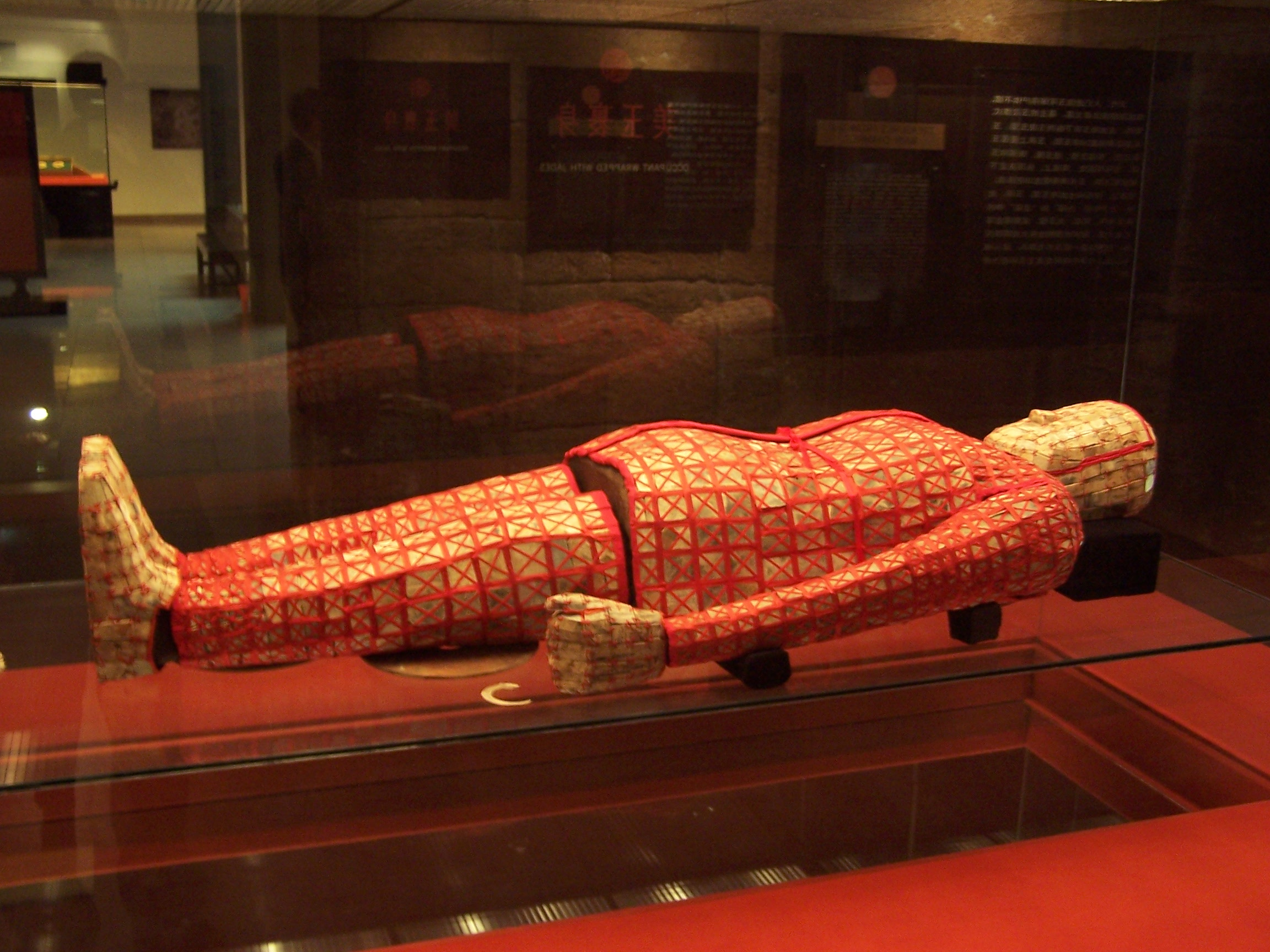
Traje funerario de jade del rey Zhao Mo.

## La batalla
Las fuerzas Han comprendían seis ejércitos, que viajaban por mar, directamente hacia el sur, o desde Sichuan a lo largo del río Xi. En el año 111 a. C., el general Lu Bode y el general Yang Pu avanzaron hacia Panyu. (la actual Guangzhou). Esto resultó en la rendición de Nanyue al imperio Han a finales de ese año.

## Consecuencias
Tras la conquista de Nanyue en el año 111 a. C., el imperio Han estableció nueve nuevas comandancias para administrar los antiguos territorios de Nanyue. El control de Han procedió a expandirse más hacia el suroeste por medios militares tras la conquista. Tras ella, el imperio Han extendió gradualmente su comercio de ultramar con los diversos pueblos costeros del Sudeste Asiático y alrededor del Océano Índico.